# Sahara Blend
Le Sahara Blend est le nom de référence du baril de pétrole algérien, qui est une cuvée de bruts produits sur plusieurs champs pétroliers algériens.

## Caractéristiques
Le Sahara Blend est un brut léger, sa légèreté extrême et sa très basse teneur en soufre le rend parmi les plus appréciés auprès des raffineries pour les dérivées légères telles que l'essence et le kérosène en comparaison au Brent et au West Texas Intermediate (WTI),.
La densité API du Sahara Blend se situe autour de 45° et une teneur en soufre de 0.05%.

## Cotation
Le Sahara Blend est coté sur le marché londonien qui est la référence s’agissant de la cotation du baril algérien. 